# Olympische Winterspiele 2010/Teilnehmer (Finnland)
| Gelbes Symbol für Goldmedaillen mit stilisierten Olympischen Ringen | Graues Symbol für Silbermedaillen mit stilisierten Olympischen Ringen | Braundes Symbol für Bronzemedaillen mit stilisierten Olympischen Ringen |
| ------------------------------------------------------------------- | --------------------------------------------------------------------- | ----------------------------------------------------------------------- |
| —                                                                   | 1                                                                     | 4                                                                       |

Finnland nahm an den Olympischen Winterspielen 2010 im kanadischen Vancouver mit 95 Sportlern in zehn Sportarten teil.

## Flaggenträger

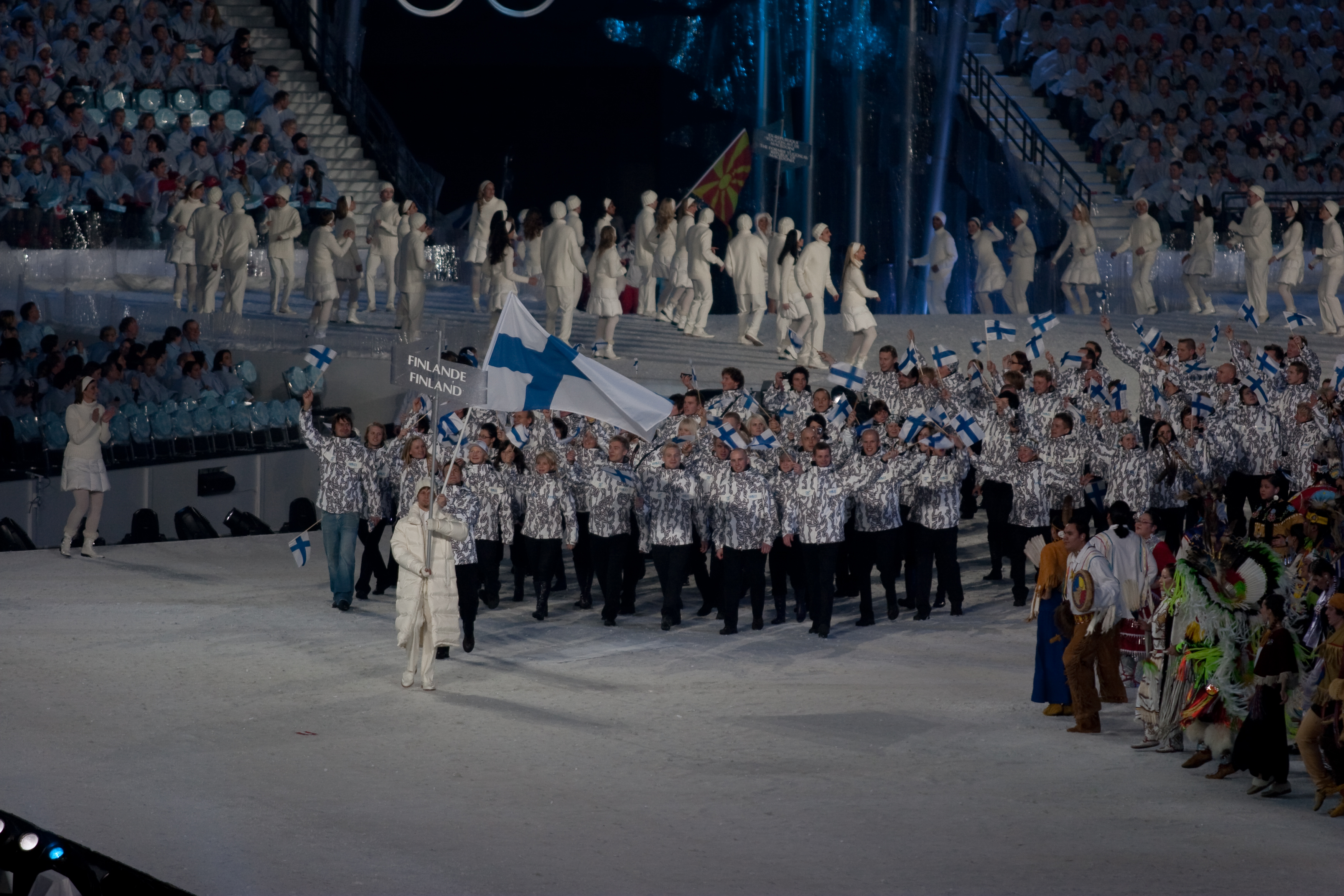
Einmarsch der finnischen Delegation

Der Eishockeyspieler Ville Peltonen führte das Team mit der Flagge Finnlands während der Eröffnungsfeier in das BC Place Stadium, die Skirennläuferin Tanja Poutiainen trug die Flagge bei der Abschlussfeier.

## Medaillengewinner

### Silber
| Name            | Sportart  | Wettkampf |
| --------------- | --------- | --------- |
| Peetu Piiroinen | Snowboard | Halfpipe  |

### Bronze
| Name                                                                     | Sportart    | Wettkampf                     |
| ------------------------------------------------------------------------ | ----------- | ----------------------------- |
| Eishockeynationalmannschaft Frauen                                       | Eishockey   | Eishockey                     |
| Eishockeynationalmannschaft Herren                                       | Eishockey   | Eishockey                     |
| Aino-Kaisa Saarinen                                                      | Skilanglauf | 30 km Massenstart (klassisch) |
| Virpi Kuitunen, Pirjo Muranen, Riitta-Liisa Roponen, Aino-Kaisa Saarinen | Skilanglauf | 4 × 5 km Staffel              |

## Teilnehmer nach Sportarten

### Biathlon
| Männer - Timo Antila - Paavo Puurunen | Frauen - Mari Laukkanen - Kaisa Mäkäräinen |

### Eishockey
| Männer Bronze Torhüter: - Niklas Bäckström (Minnesota Wild) - Miikka Kiprusoff (Calgary Flames) - Antero Niittymäki (Tampa Bay Lightning) Verteidiger: - Lasse Kukkonen (HK Awangard Omsk) - Sami Lepistö (Phoenix Coyotes) - Toni Lydman (Buffalo Sabres) - Janne Niskala (Frölunda HC) - Joni Pitkänen (Carolina Hurricanes) - Sami Salo (Vancouver Canucks) - Kimmo Timonen (Philadelphia Flyers) Stürmer: - Valtteri Filppula (Detroit Red Wings) - Niklas Hagman (Calgary Flames) - Jarkko Immonen (Ak Bars Kasan) - Olli Jokinen (New York Rangers) - Niko Kapanen (Ak Bars Kasan) - Mikko Koivu (Minnesota Wild) - Saku Koivu (Anaheim Ducks) - Jere Lehtinen (Dallas Stars) - Antti Miettinen (Minnesota Wild) - Ville Peltonen (HK Dinamo Minsk) - Jarkko Ruutu (Ottawa Senators) - Tuomo Ruutu (Carolina Hurricanes) - Teemu Selänne (Anaheim Ducks) | Frauen Bronze Torhüterinnen: - Mira Kuisma (Oulun Kärpät) - Noora Räty (Minnesota Golden Gophers) - Anna Vanhatalo (Espoo Blues) Verteidigerinnen: - Jenni Hiirikoski (Ilves Tampere) - Emma Laaksonen (Espoo Blues) - Rosa Lindstedt (Ilves Tampere) - Terhi Mertanen (Espoo Blues) - Heidi Pelttari (Ilves Tampere) - Mariia Posa (University of Minnesota Duluth) - Saija Sirviö (Oulun Kärpät) Stürmerinnen: - Anne Helin (Oulun Kärpät) - Venla Hovi (Ilves Tampere) - Michelle Karvinen (Rødovre) - Annina Rajahuhta (Ilves Tampere) - Karoliina Rantamäki (SKIF) - Mari Saarinen (Ilves Tampere) - Nina Tikkinen (Minnesota State University) - Minnamari Tuominen (Ohio State University) - Saara Tuominen (University of Minnesota Duluth) - Linda Välimäki (Ilves Tampere) - Marjo Voutilainen (Espoo Blues) |

### Eiskunstlauf
| Männer - Ari-Pekka Nurmenkari | Frauen - Laura Lepistö - Kiira Korpi |

### Eisschnelllauf
Männer
- Pekka Koskela
- Tuomas Nieminen
1000 m: 34. Platz
- Mika Poutala
1000 m: 8. Platz
- Markus Puolakka

### Freestyle-Skiing
Männer
- Juha Haukkala (Skicross)
- Arttu Kiramo (Moguls)
- Tapio Luusua (Moguls)
- Mikko Ronkainen (Moguls)

### Nordische Kombination
Männer
- Lauri Asikainen nicht eingesetzt
- Anssi Koivuranta
- Hannu Manninen
- Janne Ryynänen
- Jaakko Tallus

### Ski Alpin
| Männer - Andreas Romar Abfahrt: 42. Platz - Marcus Sandell | Frauen - Sanni Leinonen - Tanja Poutiainen |

### Skilanglauf
| Männer - Matti Heikkinen 15 km Freistil: 39. Platz 30 km Doppelverfolgung: DNF 4 × 10 km Staffel: 5. Platz - Sami Jauhojärvi Sprint klassisch: im Halbfinale ausgeschieden 30 km Doppelverfolgung: DNF 4 × 10 km Staffel: 5. Platz 50 km Massenstart (klassisch): 27. Platz - Teemu Kattilakoski 15 km Freistil: 27. Platz 4 × 10 km Staffel: 5. Platz - Juha Lallukka 15 km Freistil: 34. Platz - Kalle Lassila Sprint klassisch: im Halbfinale ausgeschieden - Lari Lehtonen 30 km Doppelverfolgung: 33. Platz 50 km Massenstart (klassisch): 43. Platz - Ville Nousiainen 15 km Freistil: 13. Platz 30 km Doppelverfolgung: DNF Teamsprint (Freistil): 10. Platz 4 × 10 km Staffel: 5. Platz 50 km Massenstart (klassisch): 37. Platz - Lasse Paakkonen Teamsprint (Freistil): 10. Platz - Matias Strandvall Sprint klassisch: in der Qualifikation ausgeschieden - Jesse Väänänen Sprint klassisch: im Viertelfinale ausgeschieden | Frauen - Virpi Kuitunen Sprint klassisch: im Halbfinale ausgeschieden 4 × 5 km Staffel: Bronze - Krista Lähteenmäki 10 km Freistil: 53. Platz - Pirjo Muranen Sprint klassisch: im Viertelfinale ausgeschieden 15 km Doppelverfolgung: 30. Platz 4 × 5 km Staffel: Bronze - Kirsi Perälä Sprint klassisch: im Viertelfinale ausgeschieden - Riitta-Liisa Roponen 10 km Freistil: 6. Platz 15 km Doppelverfolgung: 15. Platz Teamsprint (Freistil): 8. Platz 4 × 5 km Staffel: Bronze - Aino-Kaisa Saarinen 10 km Freistil: 15. Platz Sprint klassisch: im Viertelfinale ausgeschieden 15 km Doppelverfolgung: 5. Platz 4 × 5 km Staffel: Bronze 30 km Massenstart (klassisch): Bronze - Riikka Sarasoja 10 km Freistil: 31. Platz 15 km Doppelverfolgung: 21. Platz Teamsprint (Freistil): 8. Platz |

### Skispringen
Männer
- Janne Ahonen
Individualspringen Normalschanze: 4. Platz
- Janne Happonen
Individualspringen Normalschanze: 19. Platz
- Matti Hautamäki
- Kalle Keituri
Individualspringen Normalschanze: 22. Platz
- Harri Olli
Individualspringen Normalschanze: disqualifiziert

### Snowboard
| Männer - Janne Korpi (Halfpipe) - Markku Koski (Halfpipe) - Markus Malin (Halfpipe) - Peetu Piiroinen (Halfpipe): Silber | Frauen - Ilona Ruotsalainen (Parallel) |